# Estadio Eduardo Vasconcelos
El Estadio Eduardo Vasconcelos es la sede del equipo de béisbol Guerreros de Oaxaca que participa en la Liga Mexicana de Béisbol; ubicado en la ciudad de Oaxaca, Oaxaca, México.
Dicho estadio fue construido en 1950, y estuvo un tiempo administrado por la Universidad Autónoma “Benito Juárez” de Oaxaca. Actualmente el inmueble está a cargo del equipo de béisbol Guerreros de Oaxaca. Es reinaugurado el 14 de marzo de 1996, por el entonces Gobernador del Estado Diódoro Carrasco Altamirano, el cual estuvo acompañado por quien fuera el rector de la Universidad el Dr. Homero Pérez Cruz y el Sr. Edgar Nehme Slim, propietario del equipo “Guerreros de Oaxaca”, en ese entonces.

El primer partido de béisbol de la LMB disputado sobre el diamante del “Eduardo Vasconcelos”, fue entre los Guerreros de Oaxaca y los Potros de Minatitlán. 
El proyecto de remodelación fue realizado por BROISSINarchitects y el Arq. Gabriel Covarrubias en el 2008.

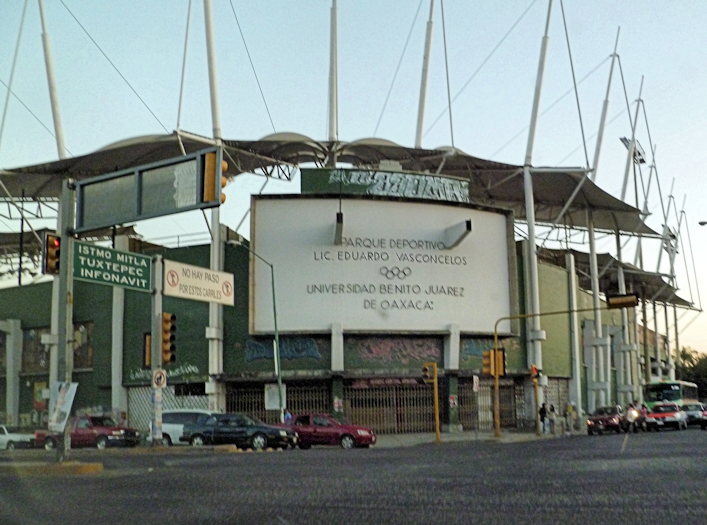
El estadio de béisbol Eduardo Vasconcelos en la ciudad de Oaxaca.